# Väster-Ekeby
Väster-Ekeby är en by i södra delen av Vendels socken i Tierps kommun i Uppland.
Väster-Ekeby ligger väster om Vendelån och cirka 2 kilometer sydväst om Vendelsjöns sydände. Orten är belägen längs länsväg C 712 mellan Öster-Ekeby och Husby.
Byn har enfamiljshus samt bondgårdar.
Byn omtalas första gången i markgäldsförteckningen 1312. Väster-Ekeby upptas även i förteckningen över kyrkligt jordförvärv 1341 sedan Vendels kyrka erhållit 1 örtugsland i byn. 1541 fanns 4 mantal skatte i byn.